# Satchellomyia lobisterna
Satchellomyia lobisterna är en tvåvingeart som först beskrevs av Satchell 1950.  Satchellomyia lobisterna ingår i släktet Satchellomyia och familjen fjärilsmyggor. Inga underarter finns listade i Catalogue of Life.